# Make Your Mark
Make Your Mark is het eerste studioalbum van de Canadese poppunk band Living with Lions. Het werd uitgegeven op 17 september 2008.
Het album is opgenomen en geproduceerd door Jesse Smith. Het is oorspronkelijk uitgegeven door Black Box Music in 2008, maar werd heruitgegeven op 12" vinyl in 2009 op het Amerikaanse platenlabel Adeline Records.
Er is een videoclip gemaakt voor het nummer "A Bottle of Charades".

## Nummers
1. "She's a Hack"
2. "Wrong Place, Right Time"
3. "A Bottle of Charades"
4. "Granny Steps"
5. "My Dilemma"
6. "Cold Coffee"
7. "Hotel: Part Seven"
8. "Coolin' with Costa"
9. "Park It Out Back"
10. "Dude Manor (R.I.P.)"
11. "Outro"